# Teorie odůvodněného jednání
Teorie odůvodněného jednání (anglicky theory of reasoned action) je sociologická teorie, vypracovaná v roce 1967. Jejími autory jsou Martin Fishbein a Icek Ajzen. Spočívá v tvrzení, že našemu chování vždy předchází určitý záměr, nazývaný jako behaviorální záměr. Behaviorální záměr je ovlivňován dvěma faktory – osobním postojem a subjektivními normami.

## Vztah mezi faktory, motivem a chováním
Behaviorálním záměrem rozumíme určitou subjektivní pravděpodobnost, že se ve specifické situaci budeme chovat specifickým způsobem. Ne vždy ale konečné chování odpovídá původnímu záměru. Behaviorální záměr tvoří faktor osobního přesvědčení (postoje) a faktor subjektivních norem (společenského tlaku). Výsledné chování je kombinací těchto dvou faktorů, nemají však stejnou váhu, záleží na druhu chování, kterého se zájem týká. Osobní postoj představuje vlastní pozitivní či negativní názor na určité chování, vlastní hodnoty jedince. Pokud jedinec považuje daný způsob chování za žádoucí, je pravděpodobné, že se tak bude skutečně chovat. Subjektivní normy jsou definovány jako vnímání společenského tlaku. Jedinec pozoruje chování pro něj důležitých osob či jeho vrstevníků a má tendenci ho přejímat.

## Vývoj teorie – teorie plánovaného chování
V roce 1985 byla teorie odůvodněného chování Ajzenem rozšířena o tzv. teorii plánovaného chování („theory of planned behavior“). Tato teorie vylepšuje teorii odůvodněného chování tím, že k faktorům, které ovlivňují záměr chovat se určitým způsobem (behaviorální zájem), přidává jeden nový. K předchozím ukazatelům (kterými jsou subjektivní normy a vlastní postoj k chování) je připojena vědomá kontrola chování („perceived behavioral control“). Vědomá kontrola chování označuje individuální vnímání obtížnosti jistého způsobu chování, tedy zda je pro jedince snadné či obtížné se chovat určitým způsobem. Pokud jedinec vyhodnotí, že daný způsob chování je pro něj snadný a že nad ním má kontrolu, je pravděpodobné, že si ho osvojí.

## Aplikace teorie
Aplikace teorie se nejčastěji využívá jako nástroj pro výzkum jednání jedince ve specifickém odvětví. Mezi možnosti využití této teorie patří například zkoumání sexuálního chování (použití kondomů a hormonální antikoncepce, sexuálního života mládeže), chování spojeného se starostí o své zdraví a život (absolvování pravidelných kontrol u lékaře, zapínání pásu v autě, zanechání kouření), komunikačního chování (chování na sociálních sítích) či konzumního chování.  Výzkum se zaměřuje především na určení faktoru, který je v daném případě jednání rozhodujícím, a hledá pro to argumenty. Tento model se ukázal býti velice úspěšným, převážně co se týče predikce chování.

### Vztahy mezi studenty a učiteli na Facebooku
Teorii odůvodněného jednání použila profesorka univerzity v Alabamě Pavica Sheldon jako rámec pro svůj výzkum na téma vztahu učitelů a studentů na sociálních sítích, konkrétně na Facebooku. Dříve provedené studie zjistily, že studenti, kteří si přidali profesory do přátel, jsou více svolní ke vzájemné komunikaci, vykazují známky vyšší motivace ke studiu a dovedou se efektivněji učit. Když studenti vidí kousek z osobního života profesora, mají k němu pevnější vztah. Proti tomu stojí riziko přílišného odhalení osobních životů jak profesorů, tak studentů. Při průzkumech velká část studentů uvádí, že si nepřeje, aby jejich profesoři viděli, co přidávají na sociální sítě. Vyučující jsou také velice často opatrní ohledně virtuálního přátelství a raději čekají, než se studenti stanou absolventy.
Patricie Sheldon se snaží zjistit, co ovlivňuje záměr obou skupin spřátelit se na Facebooku a zda v případě studentů záleží spíše na osobním názoru nebo na subjektivních normách. Dochází k závěru, že u vyučujících je určujícím faktorem osobní postoj. Tedy jsou ochotni si přidat do přátel studenta, pokud to shledávají výhodným a prospěšným pro obě strany. Studenty ovlivňují spíše subjektivní normy, tedy chování jejich vrstevníků; sledují, jak se jejich přátelé, spolužáci či známí staví k tomuto problému a posléze se zařizují podle nich. Zajímavé je, že vyučující mají nezřídka pozitivní postoj vůči přátelství se studenty na sociálních sítích, kdežto studenti to vnímají spíše negativně.

### Sexuální chování teenagerů
Teorie odůvodněného chování se často používá k výzkumu sexuálního chování teenagerů. Určujícím faktorem zde jsou především subjektivní normy, které představuje tlak vrstevníků, ale i vlastní postoj k sexu (který je ale do určité míry zformován subjektivními normami). Aplikace teorie spočívá v tvrzení, že tlak vrstevníků a vlastní postoj k tomuto druhu chování vytváří úmyslný záměr začít se sexuálním životem předčasně či brzo.

### Chování zákazníků spojené s využíváním kupónů
Jedním z důležitých aspektů, které ovlivňují zákaznické chování, je využívání kupónů. Jejich silná pozice na marketingovém poli přiměla k výzkumu Terence A. Shimpa a Alican Kavasovou, kteří roku 1984 vydali studii na toto téma. Ukazuje se, že oba faktory, ovlivňující chování jednotlivce, hrají stejnou roli, tedy jak vlastní uvážení (zdali se jednotlivci vyplatí úsilí vynaložené při vystříhávání, uschovávání a následném užití kupónu), ale i subjektivní norma (spojená s pohledem společnosti). To formuje zákazníkovo rozhodnutí, které zahrnuje zvážení, zdali mu kupóny opravdu ušetří námahu a čas. Dále také požadavek rodiny na dynamickou a dobře fungující domácnost, tedy zdali udělá tímto chováním radost své rodině (převážně pak manželi nebo manželce), což reprezentuje třetí faktor – vnímanou kontrolu chování, která tvoří rozšíření teorie.